# Alton B. Parker
Alton Brooks Parker (født 14. maj 1852 i Cortland, New York, død 10. maj 1926) var en amerikansk politiker og advokat. Han var Demokraternes præsidentkandidat i 1904.
Parker arbejdede som advokat i Kingston i New York, og sad i New Yorks højesteret fra 1885 til 1889. Mellem 1889 og 1904 var han justitiarius i United States Court of Appeals i New York. Han blev i denne periode regnet som en støttespiller for David Bennett Hill, en såkaldt "Bourbon Democrat".
I 1904 stillede han til valg som USA's præsident, og fandt støtte hos tidligere præsident Grover Cleveland. Han opgav samtidig sine tidligere offentlige hverv.
I årene 1896–1900 havde der imidlertid opstået en splid blandt demokraterne på grund af forskellige syn på den økonomiske politik. Flere håbede at Parker skulle blive en kandidat som kunne samle partiet.
Dette skete alligevel ikke; Parker klarede ikke at få alle demokraterne på sin side. Uenigheden i partiet førte til at han tabte valget mod den siddende præsident, Theodore Roosevelt.
Efter valgnederlaget arbejdede Parker som advokat.